# Horam
Horam är en ort och civil parish i Storbritannien.   Den ligger i grevskapet East Sussex och riksdelen England, i den södra delen av landet, 70 km söder om huvudstaden London. Horam ligger 70 meter över havet och antalet invånare är 1 870.
Terrängen runt Horam är platt. Runt Horam är det ganska tätbefolkat, med 172 invånare per kvadratkilometer. Närmaste större samhälle är Eastbourne, 18,7 km söder om Horam. Trakten runt Horam består till största delen av jordbruksmark.